# Newstead, Tasmanien
Newstead är en del av en befolkad plats i Australien. Den ligger i kommunen Launceston och delstaten Tasmanien, i den sydöstra delen av landet, omkring 160 kilometer norr om delstatshuvudstaden Hobart.
Runt Newstead är det ganska glesbefolkat, med 29 invånare per kvadratkilometer.. Närmaste större samhälle är Launceston, nära Newstead. 
I omgivningarna runt Newstead växer i huvudsak städsegrön lövskog. Genomsnittlig årsnederbörd är 1 078 millimeter. Den regnigaste månaden är augusti, med i genomsnitt 150 mm nederbörd, och den torraste är januari, med 35 mm nederbörd.